# Świątynia Lingaradży w Bhubaneśwarze
Świątynia Lingaradży – świątynia hinduistyczna z początku XI.w znajdująca się w mieście Bhubaneśwar w indyjskim stanie Orissa.
Jest największą i jedną z najstarszych świątyń w Bhuwaneśwarze, nazywanym „Miastem Świątyń”. Stanowi klasyczny przykład oriskiej architektury świątynnej, nazywanej stylem Kalingi oraz ważne centrum pielgrzymkowe. Świątynia poświęcona jest bogowi Śiwie, do niego nawiązuje również sama nazwa Lingaradża „Król lingi”.

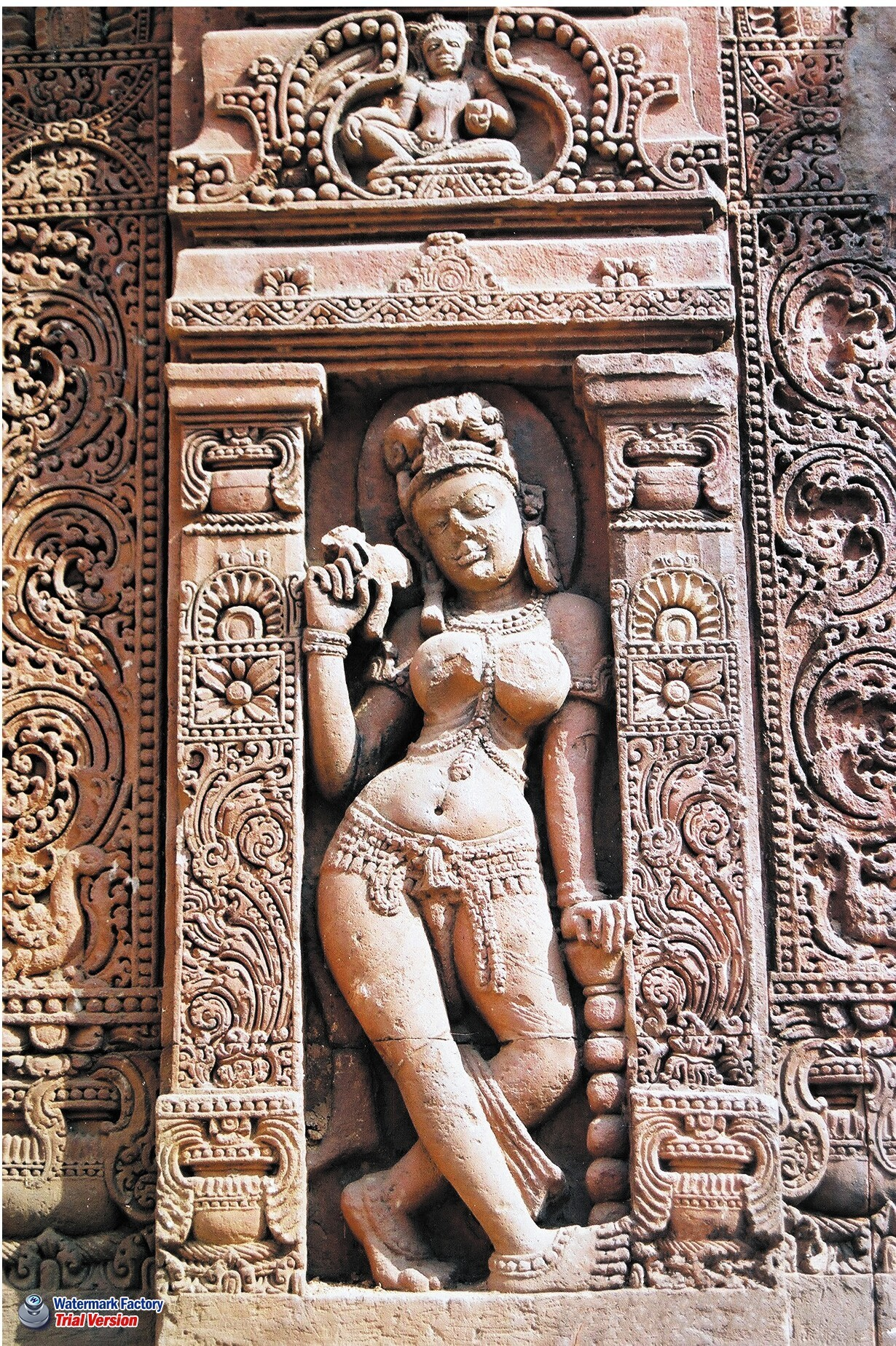
Jedna z rzeźb świątyni